# Pellaea leucomelas
Pellaea leucomelas là một loài dương xỉ trong họ Pteridaceae. Loài này được Baker mô tả khoa học đầu tiên năm 1874.